# St. Severinus (Kommern)

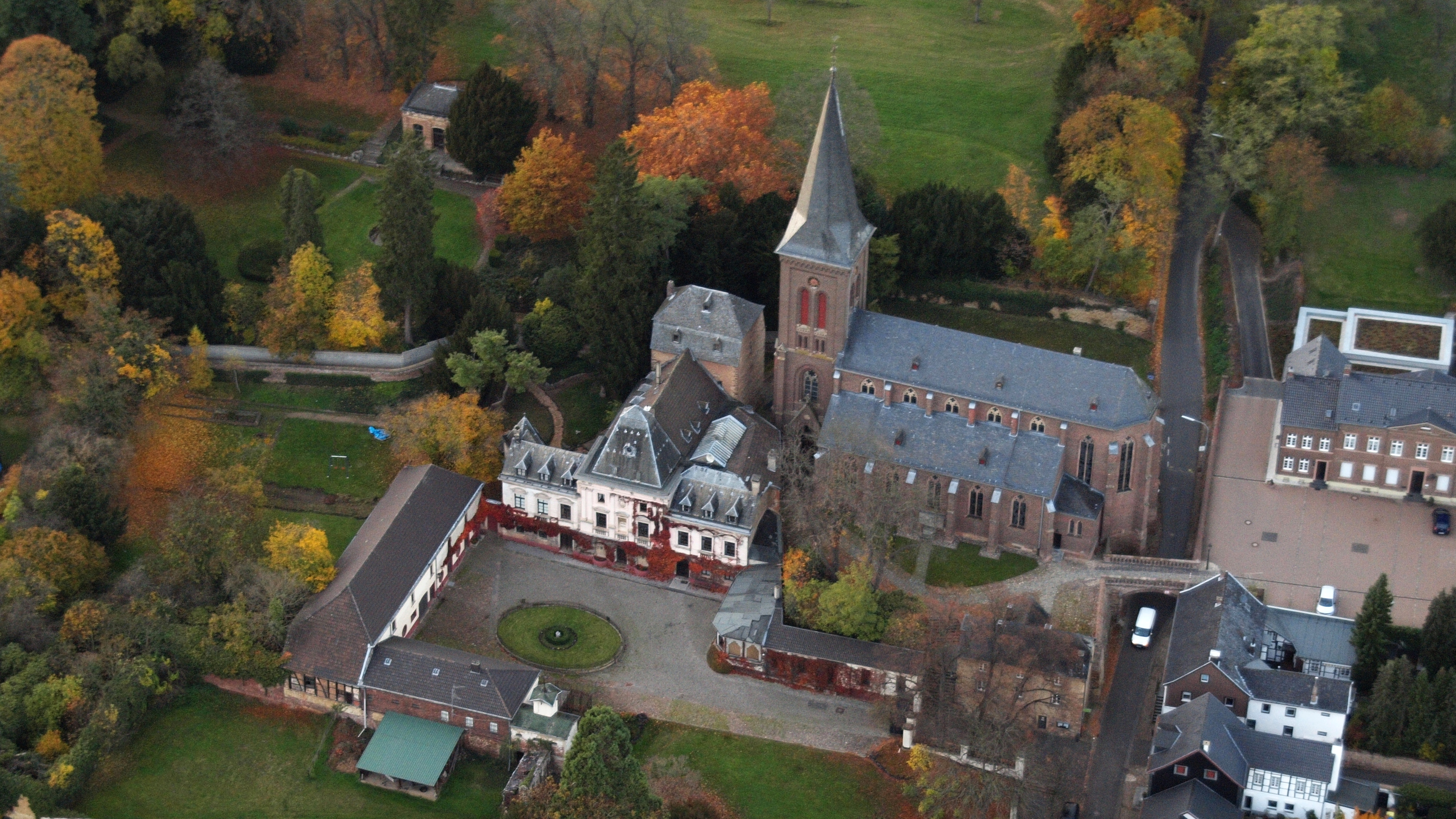
St. Severinus in Kommern

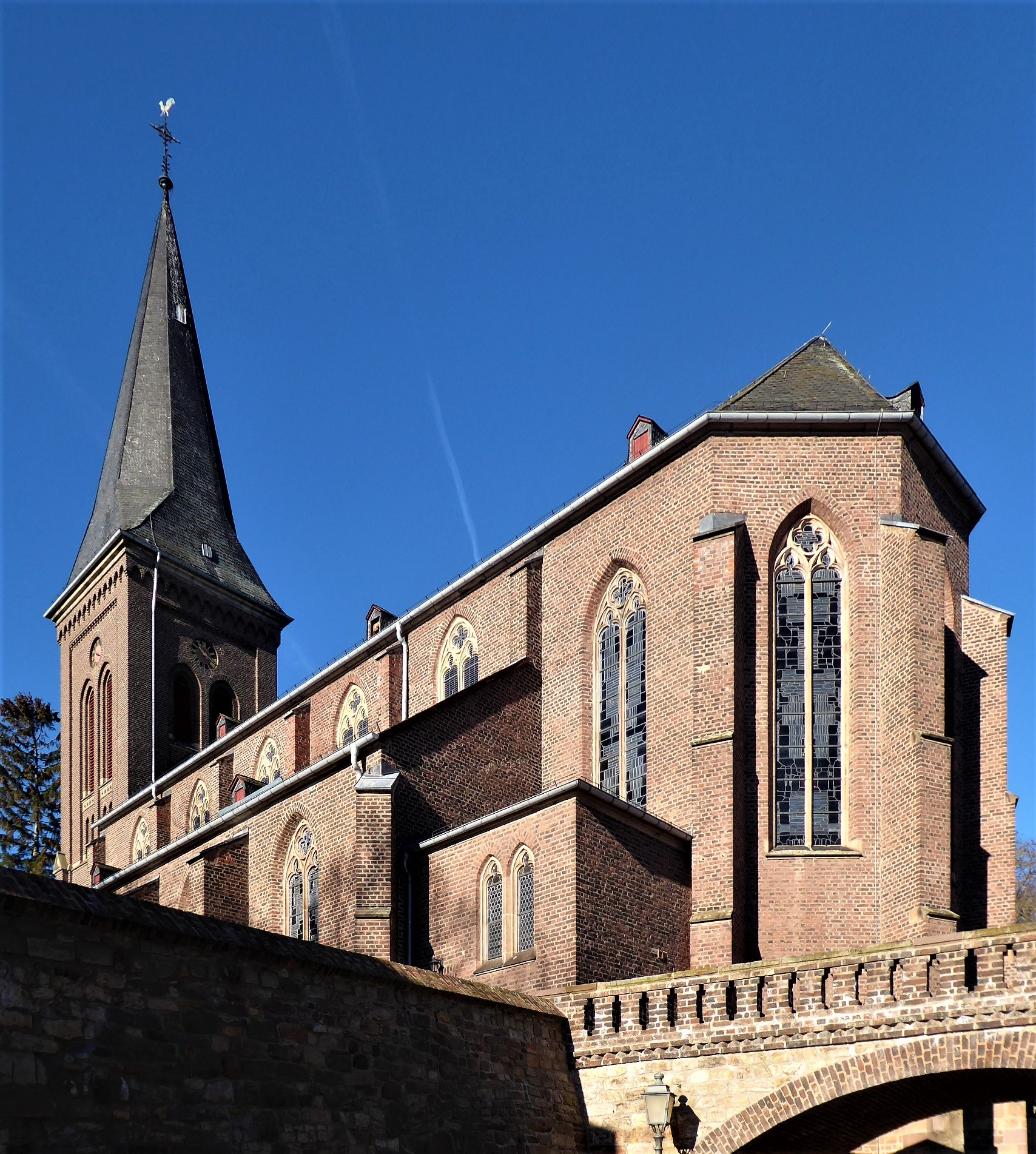
Blick zum Chor der Kirche

St. Severinus ist eine römisch-katholische Pfarrkirche in Kommern, einem Ortsteil von Mechernich im Kreis Euskirchen in Nordrhein-Westfalen. Sie gehört zum katholischen Seelsorgebereich Veytal.

## Geschichte
Die dem heiligen Märtyrer Severin von Köln geweihte Kirche wurde urkundlich 1291 zum ersten Mal erwähnt als ein Fredericus de Kumbre dort als Geistlicher tätig war. Auch im Liber valoris um 1300 wurde die Kirche genannt. Die Kirche befindet sich unmittelbar nördlich der Burg Kommern, deren Herren das Patronatsrecht besaßen.

1851 wurde die mittelalterliche Kirche bis auf den Turm niedergelegt und 1857–59 nach Plänen von Vincenz Statz an ihrer Stelle eine repräsentative dreischiffige neugotische Basilika errichtet. 1864 erfolgte die feierliche Weihe. Der alte Turm wurde schließlich 1880 auch abgerissen. 1888 erhielt die Kirche den markanten heutigen Turm.

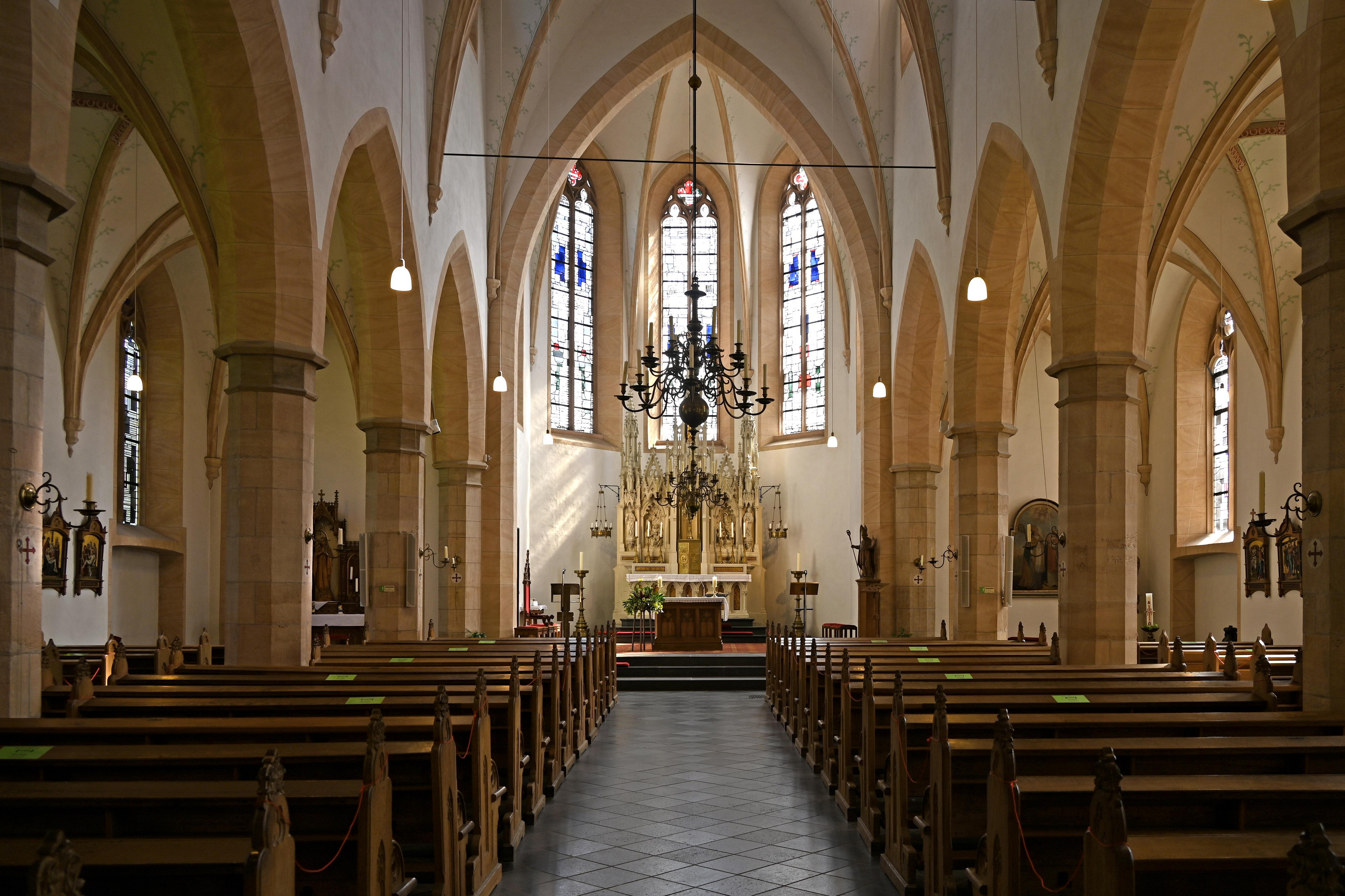
Innenraum
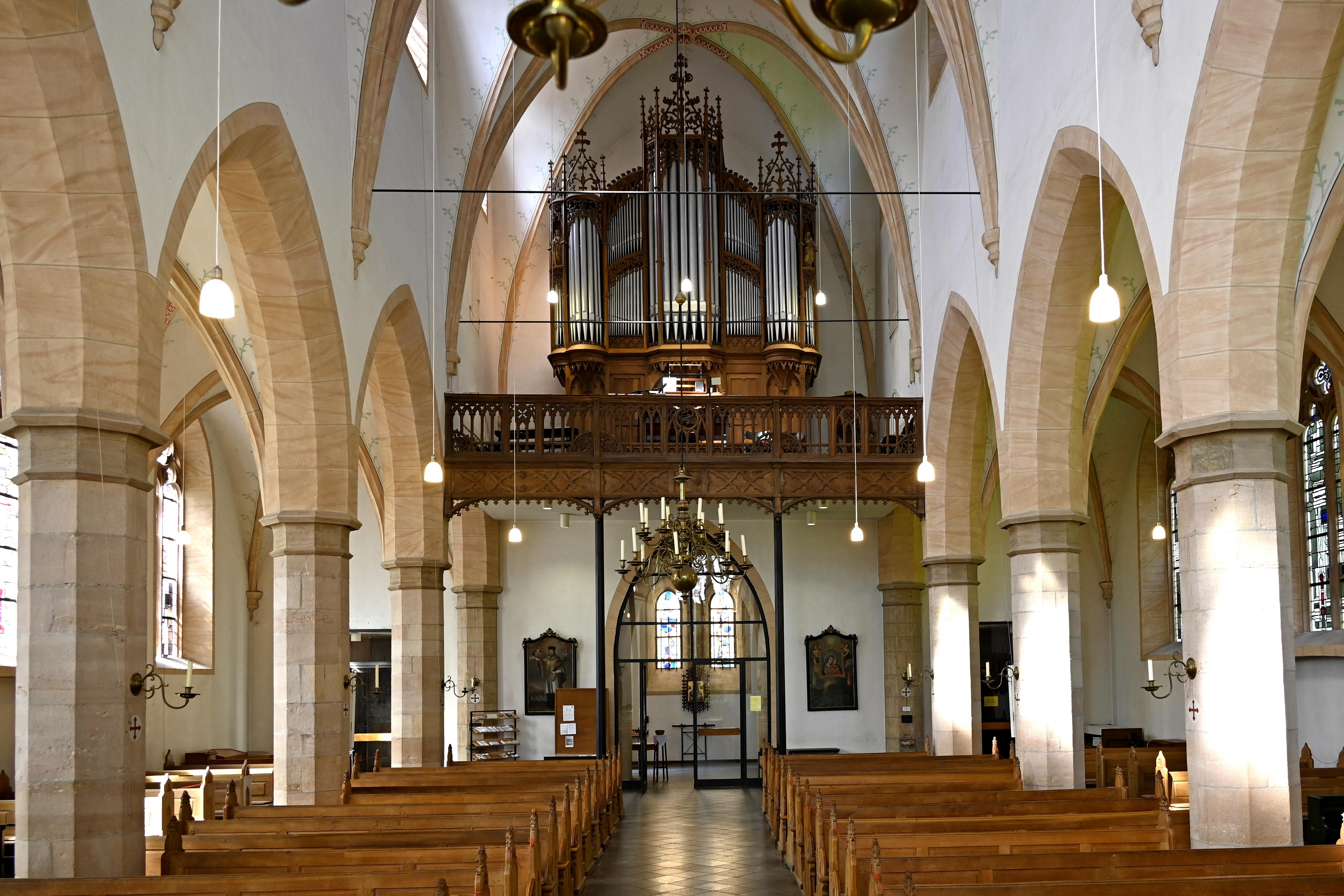
Klais-Orgel (1912)
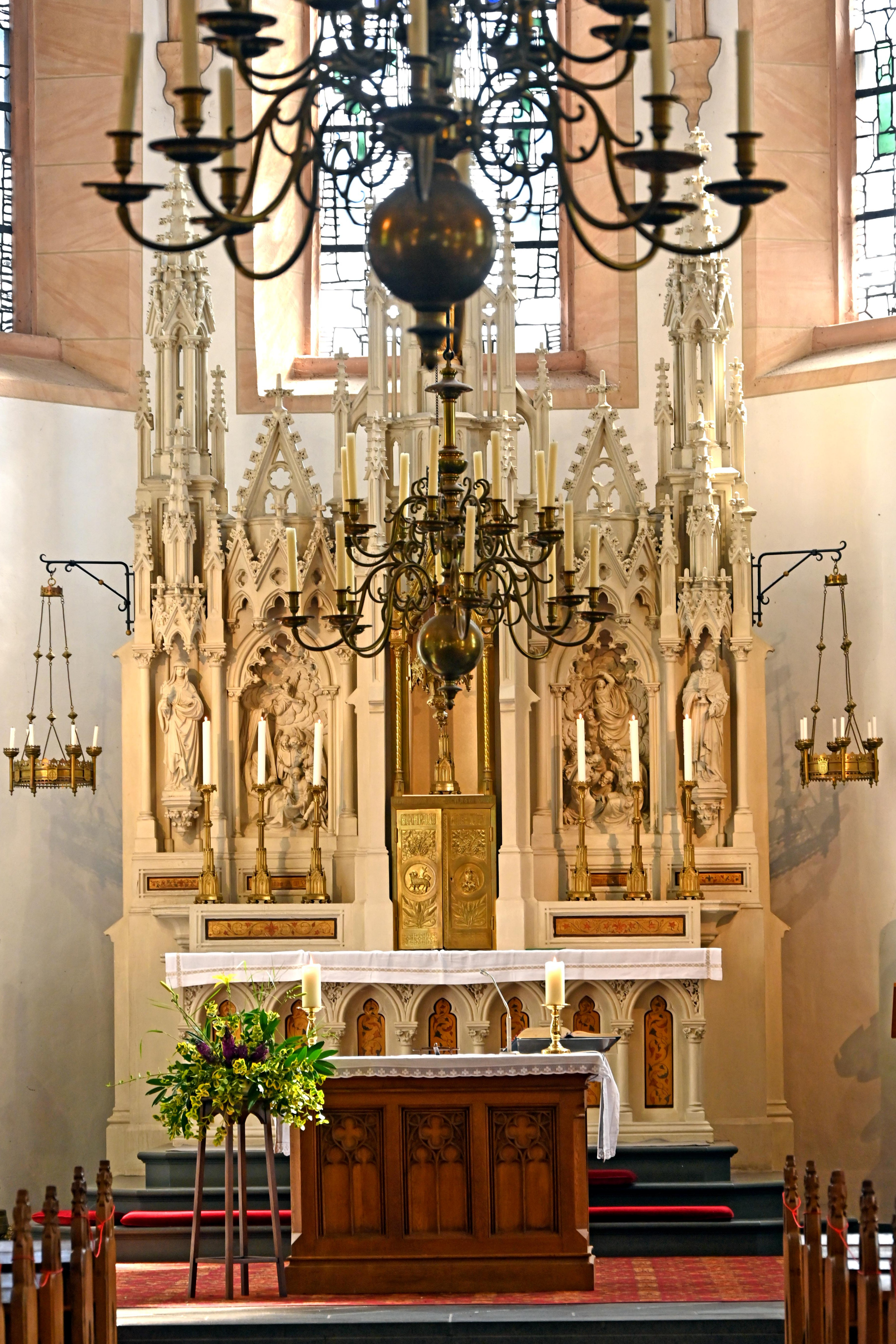
Neugotischer Altar
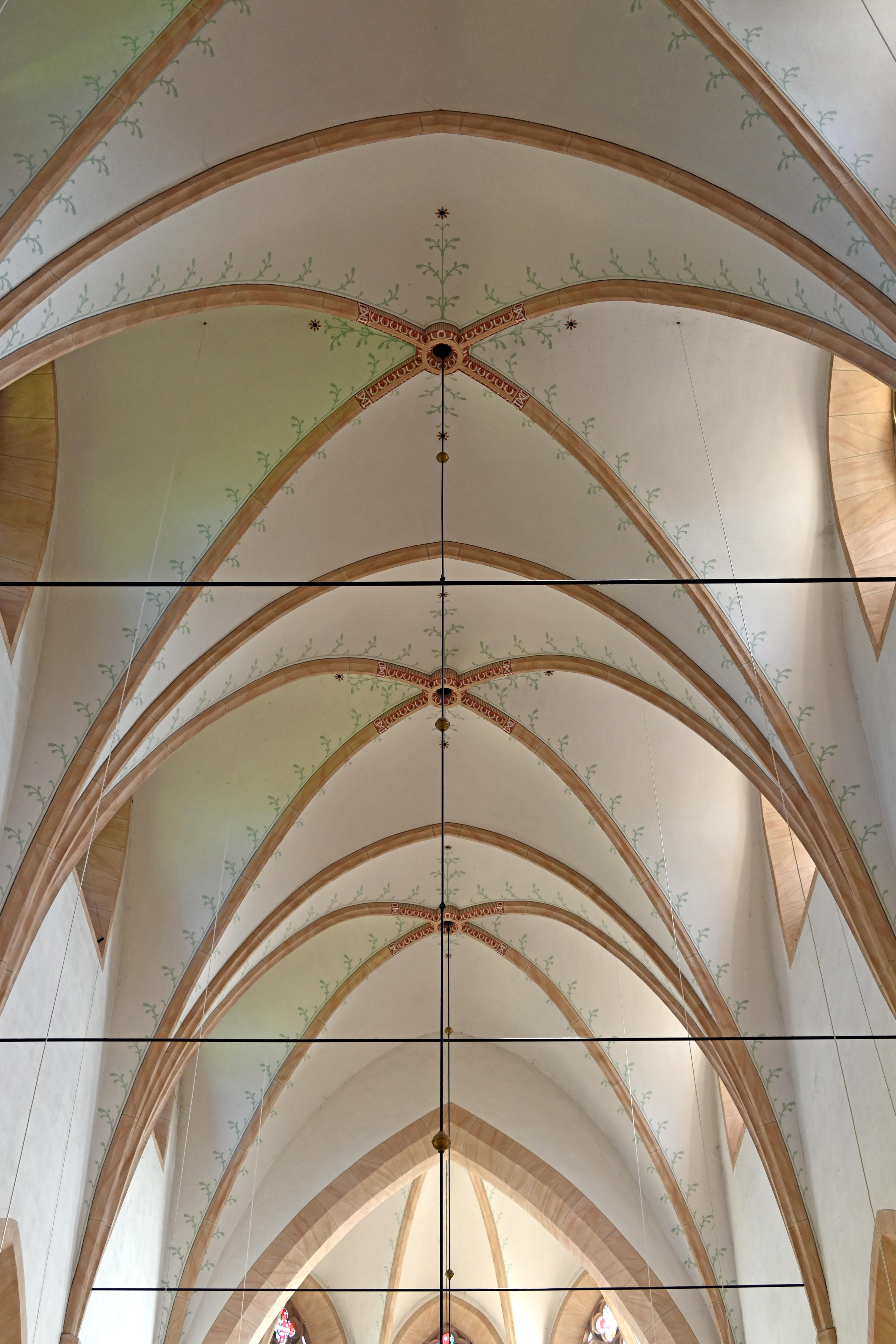
Gewölbe, Mittelschiff
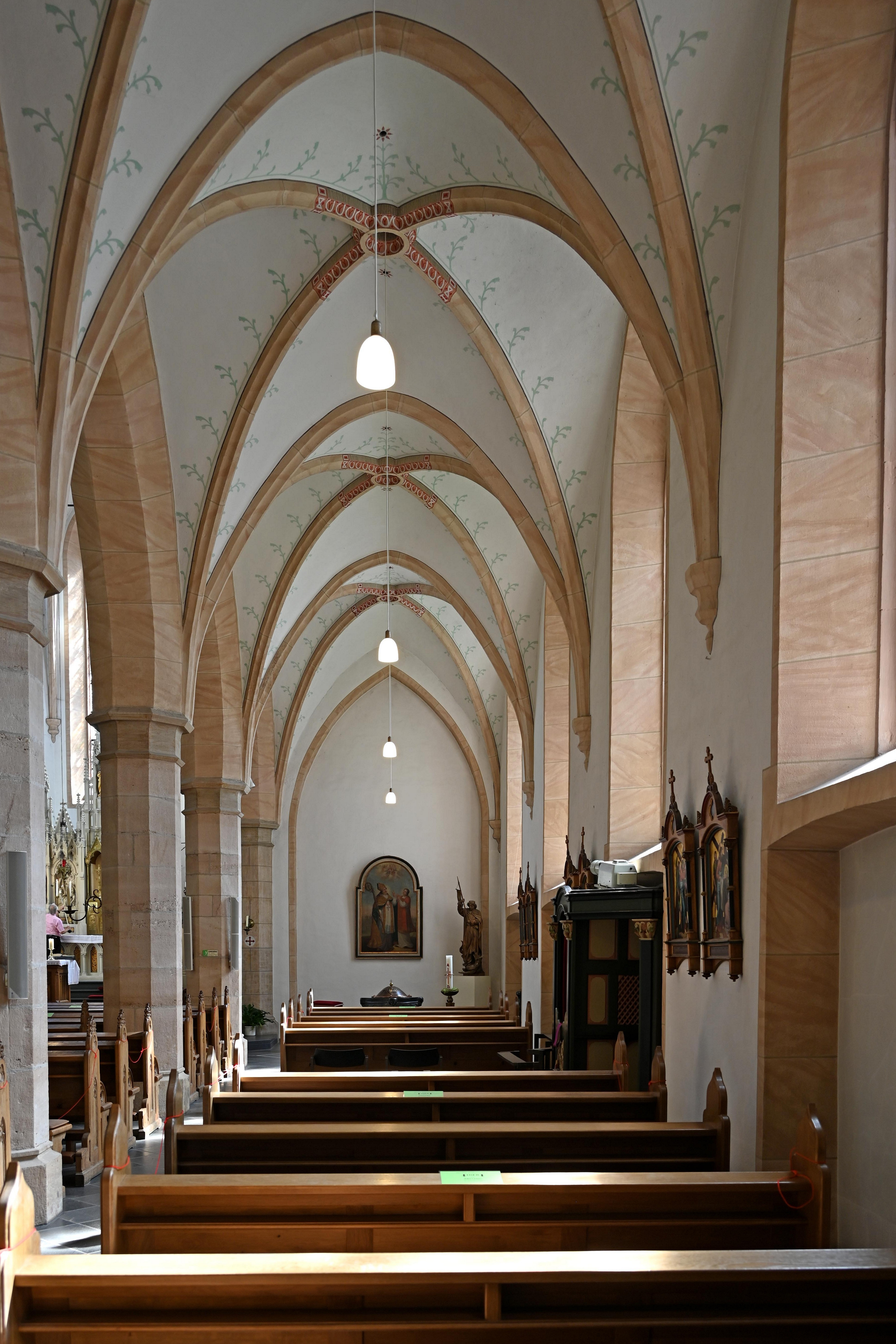
Rechtes Seitenschiff
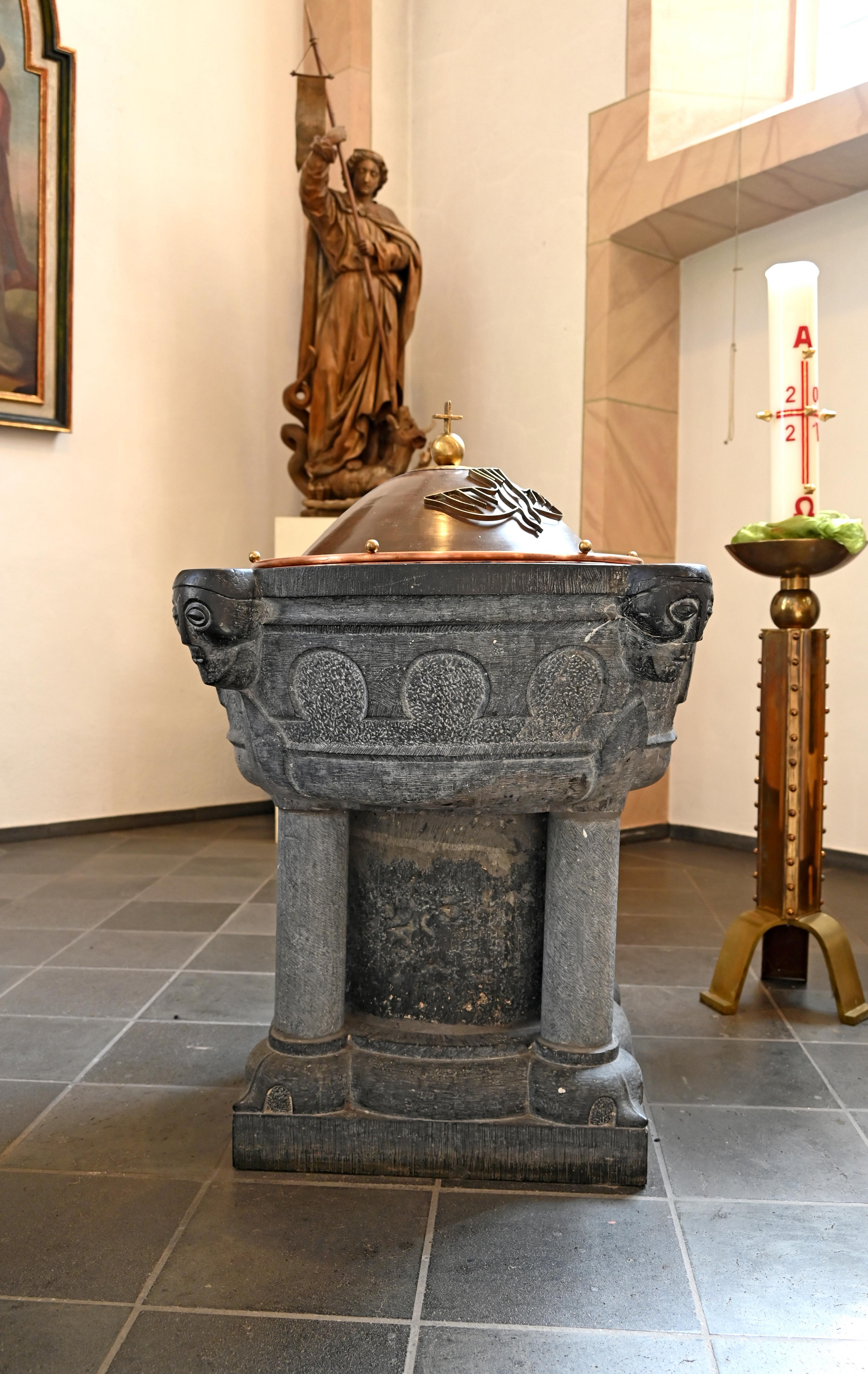
Taufstein (12. Jh.)